# Puig Pedregós
El Puig Pedregós és una muntanya de 496 metres que es troba al municipi d'Aiguamúrcia, a la comarca de l'Alt Camp.